# 富爾格倫菲斯特山
47°15′24″N 9°26′52″E / 47.25667°N 9.44778°E

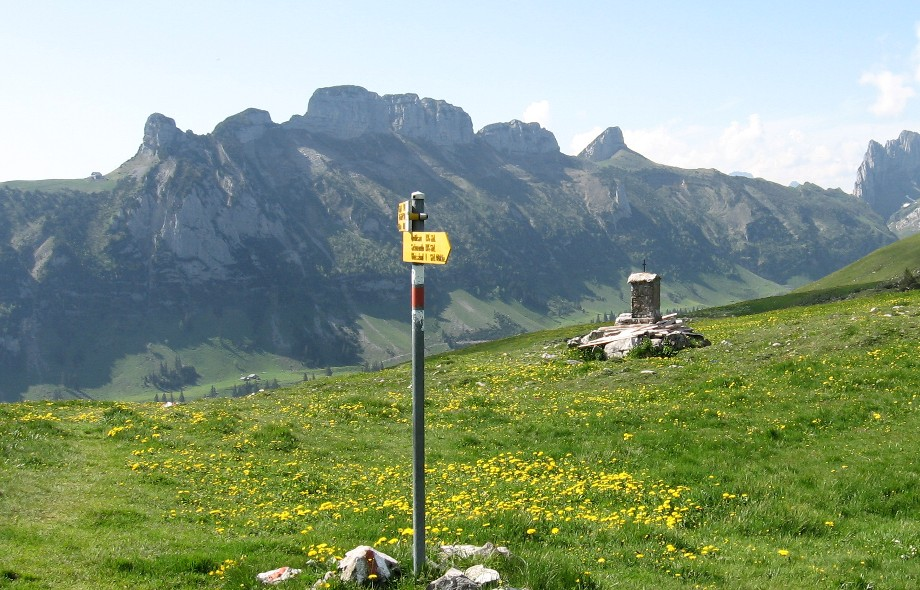

富爾格倫菲斯特山（Usser-Hüser），是瑞士的山峰，位於該國東北部，由內阿彭策爾州負責管轄，屬於阿彭策爾阿爾卑斯山脈的一部分，海拔高度1,951米，每年平均降雨量1,954毫米。